# Kościół Nawiedzenia Najświętszej Maryi Panny w Nowym Bruśnie
Kościół Nawiedzenia Najświętszej Maryi Panny w Nowym Bruśnie – rzymskokatolicki kościół parafialny we wsi Nowe Brusno w województwie podkarpackim (powiat lubaczowski). Funkcjonuje przy nim parafia Nawiedzenia Najświętszej Maryi Panny (dekanat Narol).

## Historia i architektura

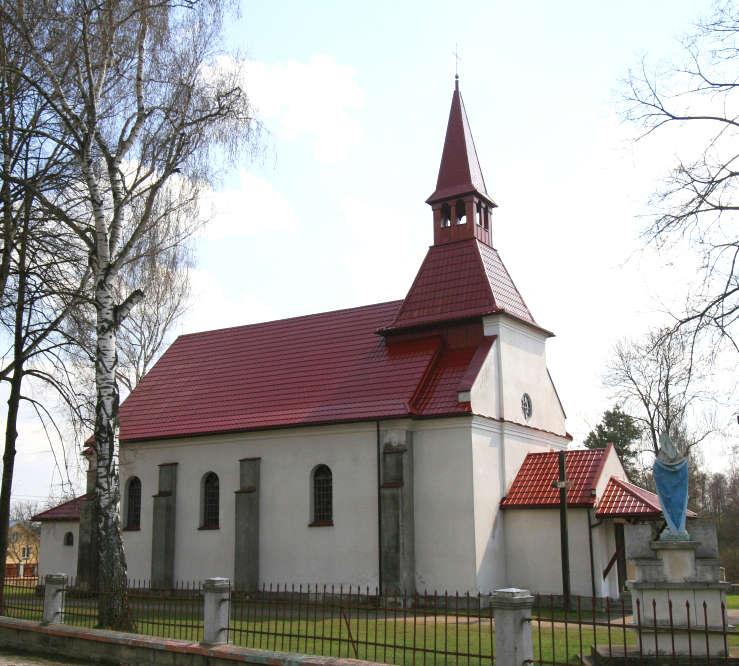
Elewacja boczna

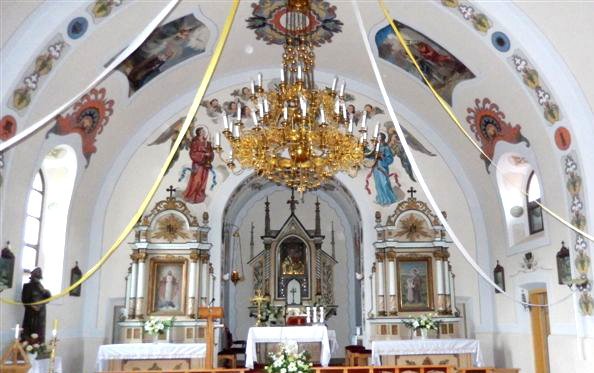

Pierwotnie wieś przynależała do parafii w Płazowie (archidiecezja lwowska), przy czym od 1918 była jej ekspozyturą. Parafię erygowano tutaj w 1920. Murowany kościół z lokalnego kamienia (okoliczne kamieniołomy) zbudowano w latach 1906-1908. Poświęcił go biskup Władysław Bandurski w 1908. Cegłę oraz drewno na budowę ofiarowała gmina i Kazimierz Jampolski, dziedzic z Łówczy. Ofiary pieniężne złożyli wierni, proboszcz J. Stojak, Kuria Metropolitalna we Lwowie, rada powiatowa w Cieszanowie, cesarz Franciszek Józef I, jak również Maksymilian Liptay, dziedzic z Bruśna. Przekazał on nie tylko obfity dar finansowy, ale też ufundował dziesięć ławek i dwa dzwony. Pierwszym duszpasterzem (ekspozytem) nowobrusieńskim był od 1920 ksiądz Rudolf Kmieciński (zm. 1930).
19 kwietnia 1944 wieś została spacyfikowana przez UPA i kościół został zamknięty (Polacy musieli uciekać). Opiekę nad parafią w latach tuż po zakończeniu II wojny światowej sprawowali franciszkanie z Horyńca-Zdroju (budowla była częściowo zniszczona i wymagała odnowienia). Parafia była reaktywowana około 1950. W latach 1952-1953 zbudowano plebanię (kolejną wzniesiono w latach 1988-1989).
Obiekt ma dach kryty blachą i sklepienie drewniane. Był remontowany w latach 1951-1952. Zbudowano wówczas ołtarze boczne i wymalowano polichromię, a także posadowiono organy. Kolejny remont przypadł na rok 1968 (świątynię otynkowano). W 1982 malowano wnętrza i zbudowano chór. W 1996 wyremontowano kościół od zewnątrz, a w 2004 pomalowano ponownie wnętrza. 8 czerwca 2008 biskup Mariusz Leszczyński celebrował w kościele dziękczynną mszę świętą z okazji stulecia poświęcenia świątyni i 90-lecia parafii.

## Wyposażenie
W ołtarzu głównym umieszczono obraz Matki Bożej Buskiej, który został poświęcony 31 grudnia 1661 przez biskupa Stefana Kazimierza Charbickiego. Trafił tu z Buska 10 sierpnia 1952, za zgodą metropolity lwowskiego Eugeniusza Baziaka. Obraz ten wywiózł w maju 1944 z Buska do Strzelec Wielkich, lokalny proboszcz, Wojciech Stuglik, który wraz z częścią Polaków musiał stamtąd uciekać przed UPA. W 1967 proboszcz Józef Mołodyński umieścił go w ołtarzu głównym.
Kościół przez wiele lat słynął w okolicy z ruchomej szopki bożonarodzeniowej.